# Gabriel Ramos Millán
Gabriel Ramos Millán (Ayapango de Gabriel Ramos Millán, Municipio de Ayapango, Estado de México; 25 de abril de 1903 - Popocatépetl, Atlautla de Victoria, Estado de México, 26 de septiembre de 1949) fue un diputado y senador mexicano. Tras su fallecimiento fue llamado El Apóstol del Maíz.

## Semblanza biográfica
Realizó sus estudios en la Escuela Nacional de Jurisprudencia, fue compañero de Miguel Alemán Valdés y Ernesto Uruchurtu Peralta. Incursionó en el negocio de bienes raíces adquiriendo terrenos en zonas despobladas en el sur y poniente de la Ciudad de México, para promover posteriormente la urbanización y fraccionamiento de estas áreas. Fue asociado en un despacho jurídico de Miguel Alemán y Raúl López Sánchez. De 1936 a 1939, durante el periodo de gobierno de Miguel Alemán en Veracruz, fue nombrado visitador general del estado. Fue elegido diputado en 1943 de la XXXIX Legislatura del Congreso de la Unión de México y senador en 1946 de la XL Legislatura. Siendo presidente Miguel Alemán, fundó la Comisión Nacional del Maíz, la cual contribuyó a mejorar las variedades de cultivo mediante el uso de semillas híbridas para beneficio de los campesinos y propietarios.  Fue uno de los integrantes de la generación a la que Vicente Lombardo Toledano llamó “cachorros de la revolución”.
Como político, Ramos Millán era considerado por muchos, incluido el presidente mexicano Miguel Alemán Valdés, como un fuerte candidato a la presidencia de México. Alemán y Ramos Millán tenían una amistad personal.
Ramos Millán nació en Ayapango, México, pueblo que luego lo honró cambiando su nombre oficialmente a Apayango de Gabriel Ramos Millán.
La sobrina de Ramos Millán, Ángela Díaz Millán, vive a los 112 años.
Sobreviven otras sobrinas: Amalia, Guillermina e Isabel Rodríguez Cruz, hijas de Don Octaviano Rodríguez Ramos oriundo de Ayapango, primo de Don Gabriel, nacidas también en Ayapango.
En México, Ramos Millán creó la Comisión Nacional del Maíz.
Patrocinó a varios artistas mexicanos.

## Muerte
El 26 de septiembre de 1949 murió en un accidente aéreo cuando viajaba de Oaxaca a la Ciudad de México, el avión se estrelló en una formación conocida como el Pico del Fraile, en las inmediaciones del volcán Popocatépetl. En el mismo avión viajaba la artista Blanca Estela Pavón. La periodista y poeta Margarita Paz Paredes le dedicó una elegía. Al año siguiente su pueblo natal fue renombrado en su honor por el decreto número 100 de la Legislatura del Estado de México.
El 26 de septiembre de 1949, Ramos Millán y otras 23 personas, incluida la actriz Blanca Estela Pavón, murieron cuando su avión Douglas DC-3 de Mexicana de Aviación se estrelló contra el volcán Popocatépetl en un accidente que mató a todos a bordo durante el tramo de Tapachula a Ciudad de México. de un vuelo de Tuxtla Gutiérrez a Ciudad de México.
Sobre el incidente que le costara la vida, escribió en sus memorias el expresidente Miguel Alemán Valdés: 
"De acuerdo con los informes proporcionados por el secre-
tario de Comunicaciones y Obras Públicas, licenciado Agustín García López, quien atendiera mis instrucciones para coordinar las tareas de rescate,el bimotor cayó a unos 35 kilómetros de Amecameca, en un lugar llamado Arenales, luego de perder altura y estrellarse contra el Pico del Fraile.
Desgraciadamente, quedó confirmada la versión inicial: no hubo sobrevivientes.
Por cierto, Andrés Henestrosa y Rafael Muñoz acompañantes de Gabriel durante su visita a Oaxaca en misión periodística, decidieron hacer el viaje de regreso en automóvil, librándose del fatal accidente; no así su colega Luis Bouchot quien tenía urgencia de volver a la Ciudad de México y por ello, precisamente, Rafael Muñoz le cedió a última hora su boleto de avión. Circunstancias como ésta, que suelen pasar desapercibidas, de pronto revisten la mayor tras-
cendencia: nadie puede eludir su destino."

## Honores
Gabriel Ramos Millán ha sido honrado en su país natal, incluido el nombramiento de una escuela primaria en su honor en Sinaloa.
Así como una colonia ubicada en las inmediaciones de la alcaldía Iztacalco en la Ciudad de México, desde la sección Cuchilla hasta Bramadero.